# Arnaud Courteille
Arnaud Courteille (Saint-Hilaire-du-Harcouët, 13 maart 1989) is een Frans voormalig wielrenner die laatstelijk voor B&B Hotels-Vital Concept p/b KTM uitkwam.

## Carrière
Arnaud Courteille werd in 2008 Frans kampioen op de weg bij de beloften. Dit leverde hem een stageplek op bij Française des Jeux, dat in de UCI ProTour uitkwam. Courteille wist echter geen profcontract te versieren, waardoor hij het seizoen erop, in 2010, weer bij zijn amateurploeg UC Nantes Atlantique reed.
In het seizoen 2011 maakt hij op 21-jarige leeftijd zijn profdebuut bij FDJ.

## Overwinningen
2007
1e etappe Ronde des Vallées
Eindklassement Ronde des Vallées
2008
 Frans kampioen op de weg, Beloften
2010
2e etappe Grote Prijs van Portugal
2019
Bergklassement Ronde van Yorkshire

## Resultaten in voornaamste wedstrijden
| Jaar | Ronde van Italië | Ronde van Frankrijk | Ronde van Spanje |
| ---- | ---------------- | ------------------- | ---------------- |
| 2011 |                  |                     |                  |
| 2012 |                  |                     | 154e             |
| 2013 |                  |                     | 132e             |
| 2014 | opgave           |                     |                  |
| 2015 | 124e             |                     | opgave           |
| 2016 | 134e             |                     |                  |
| 2017 |                  |                     | 103e             |
| 2018 |                  |                     |                  |
| 2019 |                  |                     |                  |

| Jaar | Amstel Gold Race | Luik-Bast.‑Luik | Ronde van Lombardije | Waalse Pijl | Parijs-Tours |
| ---- | ---------------- | --------------- | -------------------- | ----------- | ------------ |
| 2011 |                  |                 | opgave               |             |              |
| 2012 |                  |                 |                      |             |              |
| 2013 |                  |                 | opgave               |             |              |
| 2014 | opgave           |                 | opgave               |             | 127e         |
| 2015 |                  |                 |                      |             |              |
| 2016 |                  |                 |                      |             |              |
| 2017 | 117e             | 109e            |                      | 162e        |              |
| 2018 |                  |                 |                      |             |              |
| 2019 | opgave           | 99e             | 105e                 |             |              |

## Ploegen
2009 –  Française des Jeux (stagiair vanaf 1 augustus)
2011 –  FDJ
2012 –  FDJ-BigMat
2013 –  FDJ.fr 
2014 –  FDJ.fr
2015 –  FDJ
2016 –  FDJ
2017 –  FDJ
2018 –  Vital Concept Cycling Club
2019 –  Vital Concept-B&B Hotels
2020 –  B&B Hotels-Vital Concept p/b KTM
1. ↑  Tot eind juni heette de ploeg FDJ, daarna werd de naam veranderd.